# Добринче
Добринче (хорв. Dobrinče) — населений пункт у Хорватії, у Сплітсько-Далматинській жупанії у складі громади Ловреч.

## Населення
Населення за даними перепису 2011 року становило 174 осіб.
Динаміка чисельності населення поселення:

## Клімат
Середня річна температура становить 11,26 °C, середня максимальна – 24,74 °C, а середня мінімальна – -2,57 °C. Середня річна кількість опадів – 940 мм.
| Клімат поселення                              | Клімат поселення | Клімат поселення | Клімат поселення | Клімат поселення | Клімат поселення | Клімат поселення | Клімат поселення | Клімат поселення | Клімат поселення | Клімат поселення | Клімат поселення | Клімат поселення | Клімат поселення |
| Показник                                      | Січ.             | Лют.             | Бер.             | Квіт.            | Трав.            | Черв.            | Лип.             | Серп.            | Вер.             | Жовт.            | Лист.            | Груд.            |                  |
| Середній максимум, °C                         | 7,64             | 7,79             | 11,15            | 14,95            | 19,60            | 23,56            | 24,74            | 24,68            | 20,08            | 15,88            | 10,90            | 8,15             |                  |
| Середня температура, °C                       | 2,54             | 2,70             | 6,04             | 9,84             | 14,50            | 18,46            | 20,85            | 20,80            | 16,18            | 11,99            | 7,01             | 4,25             |                  |
| Середній мінімум, °C                          | −2,57            | −2,41            | 0,95             | 4,74             | 9,40             | 13,34            | 16,96            | 16,92            | 12,30            | 8,10             | 3,12             | 0,38             |                  |
| Норма опадів, мм                              | 79               | 71               | 73               | 80               | 63               | 63               | 42               | 56               | 79               | 106              | 124              | 104              |                  |
| Середньомісячна швидкість вітру, м/с          | 3.01             | 3.40             | 3.39             | 3.17             | 2.80             | 2.51             | 2.48             | 2.36             | 2.68             | 2.84             | 3.39             | 3.50             |                  |
| Середньомісячна сонячна радіація, кДж/м²·день | 5591             | 8208             | 11960            | 16073            | 19808            | 22425            | 24178            | 21396            | 16033            | 10517            | 6075             | 4752             |                  |
| --------------------------------------------- | ---------------- | ---------------- | ---------------- | ---------------- | ---------------- | ---------------- | ---------------- | ---------------- | ---------------- | ---------------- | ---------------- | ---------------- | ---------------- |
| Джерело:                                      |                  |                  |                  |                  |                  |                  |                  |                  |                  |                  |                  |                  |                  |